# Plano Piloto (região administrativa)
| Região Administrativa de Plano Piloto          | |
| Eixo Monumental visto a partir da Torre de TV  | |
| \| \| \| \|                                    | |
| Região Administrativa I                        | |
| Fundação: 21 de abril de 1960 (64 anos)        | |
| Lei de criação: 4545 de 10 de dezembro de 1964 | |
| Mapa de Plano Piloto                           | |
| Limites:                                       | Brazlândia, Sobradinho, Varjão, Lago Norte, Paranoá, Lago Sul, Candangolândia, Guará, Sudoeste/Octogonal, Cruzeiro, SCIA, Vicente Pires e Taguatinga |
| Distância de Brasília:                         | 0 km |
| Administrador(a):                              | Ilka Teodoro |
| Área                                           | |
| - Total                                        | 437,2 km² |
| População                                      | |
| - Total                                        | 214.529 habitantes ' |
| Site governamental                             | www.planopiloto.df.gov.br |
|                                                | |
|                                                | |

Plano Piloto é uma região administrativa do Distrito Federal brasileiro. Denominado de "Região Administrativa I", já recebeu o nome de "Brasília" de sua criação, em 1960 até 1989, quando passou a se chamar "Plano Piloto". Voltou a ser denominada "Brasília" de 1990 até 1997, quando houve nova alteração do nome para "Plano Piloto". Apesar disso, ainda ocorre de a região ser denominada em documentos oficiais de Brasília.
A região administrativa está formada basicamente por parte do Plano Piloto de Brasília e pelo Parque Nacional de Brasília. É dividida em diferentes setores, como as Asas Sul e Norte, Setor Militar Urbano (SMU), Noroeste, Granja do Torto, Vila Planalto e Vila Telebrasília.
Entre as regiões que já fizeram parte da região administrativa, podem-se citar o Cruzeiro, desmembrado em 1989; os Lagos Norte e Sul, que se tornaram regiões administrativas separadas em 1994; e o Sudoeste/Octogonal, criado como região administrativa em 2003.